# Hercegovačka Gračanica
Hercegovačka Gračanica (cyr. Херцеговачка Грачаница) – prawosławna cerkiew w pobliżu Trebinja, w jurysdykcji eparchii zahumsko-hercegowińskiej i nadmorskiej Serbskiego Kościoła Prawosławnego. Jest kopią jednej ze świątyń monasteru Gračanica, jednego z najważniejszych ośrodków kultowych Serbskiej Cerkwi.

## Historia
Cerkiew została wzniesiona między kwietniem 1999 a październikiem 2000 jako miejsce pochówku serbskiego poety i dyplomaty Jovana Dučicia, zgodnie z życzeniem wyrażonym przez niego w testamencie. Na miejscu, na którym się znajduje, odkryto fundamenty świątyni wczesnochrześcijańskiej, następnie znajdowała się tam cerkiew św. Michała Archanioła ufundowana przez króla Stefana Urosza II Milutina.

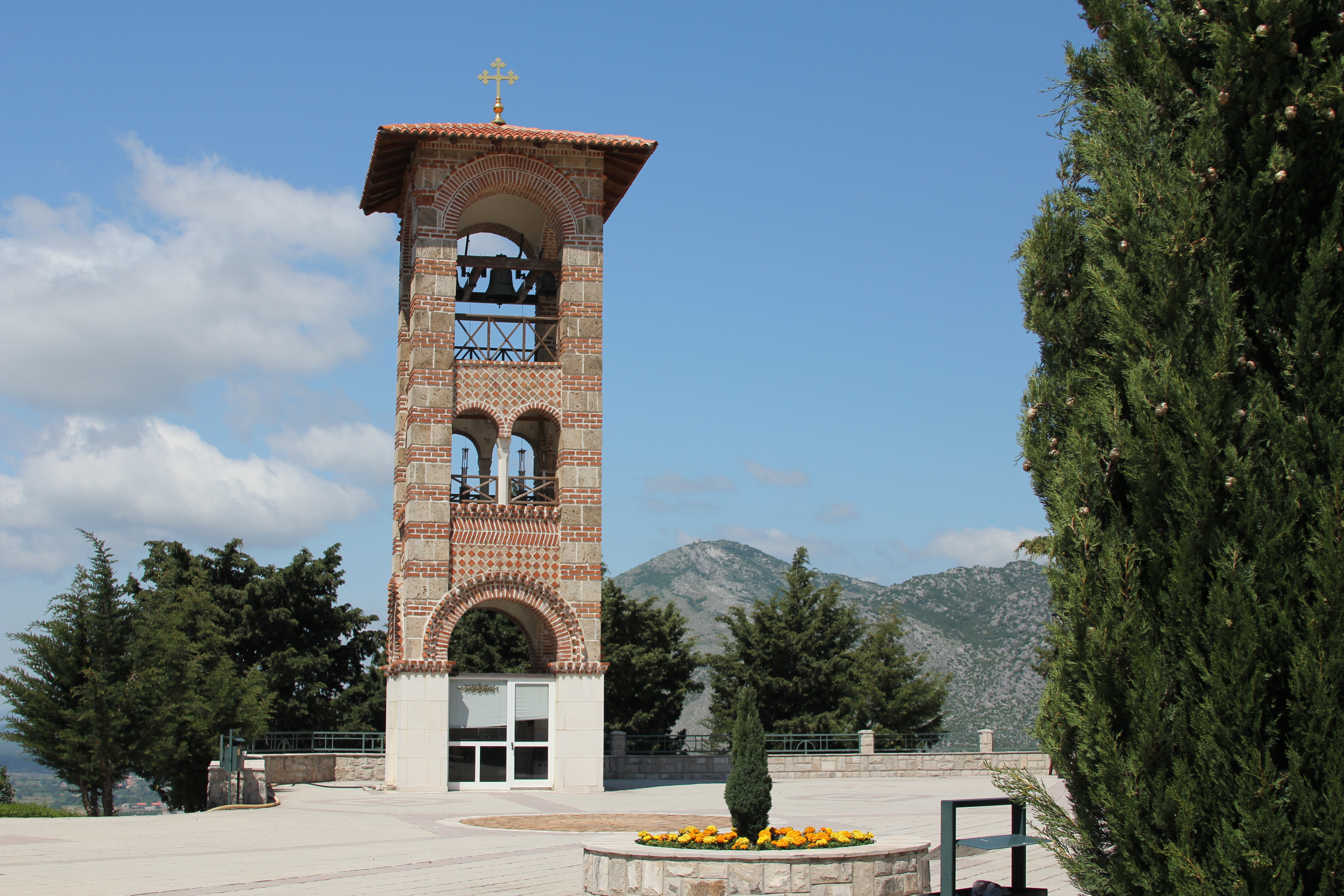
Dzwonnica

Autorem projektu budynku był Predrag Ristić. Wzniesiona według jego planu świątynia nie jest idealną kopią głównej cerkwi z monasteru Gračanica, ale budowlą wzniesioną w stylu bizantyjsko-serbskim, wyraźnie zainspirowaną wyglądem tegoż monasteru. Do wzniesienia cerkwi użyto zarówno materiałów typowych dla średniowiecza, gdy powstała Gračanica (przede wszystkim cegła i kamienne bloki), jak i materiałów współczesnych (zbrojony beton). Świątynia jest budowlą krzyżowo-kopułową, z pięcioma kopułami, jej konstrukcja opiera się na szesnastu filarach. Podłoga w obiekcie jest kopią tej, która znajduje się w cerkwi monasteru Świętych Archaniołów w Prizrenie. Freski w obiekcie wykonał Aleksandar Živandinović, ikonostas powstał w monasterze Tvrdoš, a ikony w pomieszczeniu ołtarzowym napisała mniszka Tekla z monasteru Dobrićevo.
W sąsiedztwie świątyni znajdują się amfiteatr, galeria prawosławnej sztuki sakralnej, dzwonnica oraz rezydencja biskupów zahumsko-hercegowińskich.